# Welington de Melo

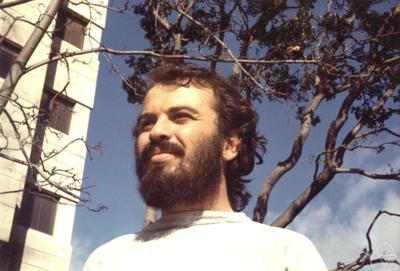
Welington de Melo 1973

Welington Celso de Melo (* 17. November 1946 in Guapé, Minas Gerais; † 21. Dezember 2016 in Rio de Janeiro) war ein brasilianischer Mathematiker, der sich mit Dynamischen Systemen befasste (speziell eindimensionalen dynamischen Systemen).
De Melo machte 1969 seinen Abschluss als Elektroingenieur an der Staatlichen Universität von Minas Gerais und wurde 1972 am IMPA bei Jacob Palis promoviert (Structural Stability on 2-Dimension Manifolds). Als Post-Doktorand war er an der University of Warwick. 1974 wurde er Assistenzprofessor und 1980 erhielt er eine volle Professur am IMPA.
Er war unter anderem Gastwissenschaftler an der University of California, Berkeley, am ICTP in Triest, an der Universität Paris-Süd, am IHES, der Universität Lille, der Universität Lyon, der City University of New York, der State University of New York at Stony Brook, an der Königlichen Technischen Hochschule Stockholm, der Universität Porto, am Lorentz Zentrum in Leiden und der Universität Delft.
Mit Marco Martens und Sebastian van Strien gab er 1992 eine vollständige Beschreibung des topologischen Verhaltens eindimensionaler reeller dynamischer Systeme. Sie zeigten, dass auch dort die Julia-Fatou-Sullivan Theorie aus der holomorphen Dynamik anwendbar ist.
1991 wurde er Mitglied der Brasilianischen Akademie der Wissenschaften. 1998 war er Invited Speaker auf dem Internationalen Mathematikerkongress in Berlin (Rigidity and Renormalization in One Dimensional Dynamical Systems). 2002 erhielt er das Grã Cruz da Ordem Nacional do Merito Científico vom brasilianischen Präsidenten, nachdem er schon 1996 Kommandeur des Ordens geworden war. 2004 wurde er Mitglied der Third World Academy of Sciences, deren Mathematikpreis er 2003 erhielt.
Zu seinen Doktoranden gehört Artur Ávila.

## Schriften
- mit Jacob Palis: Introdução aos Sistemas Dinâmicos (portugiesisch, ‚Einführung in Dynamische Systeme‘), Edgar Blucher 1978
- mit Jacob Palis: Geometric Theory of Dynamical Systems, Springer Verlag 1980, 1982 (auch in russischer und chinesischer Übersetzung erschienen)
- mit Sebastian van Strien: One Dimensional Dynamics, Springer Verlag 1993
- mit Edson de Faria: One Dimensional Dynamics – the Mathematical Tools, Cambridge University Press 2008
- mit Edson de Faria: Mathematical Aspects of Quantum Field Theory, Cambridge University Press 2010
- mit Marco Martens und Sebastian van Strien: Julia-Fatou-Sullivan Theory for Real One-Dimensional Dynamics, Acta Mathematica, Band 168, 1992, S. 273–318